# Электропоезд серии 700 сети Синкансэн
Электропоезд серии 700 сети Синкансэн — высокоскоростной японский электропоезд. Производился с 1997 по 2004 год. Вступил в эксплуатацию в 1999 году.
Цель его разработки заключалась в производстве практически такого же по скорости поезда, как Синкансэн 500-й серии, имеющий максимальную скорость 300 км/ч, но со значительно меньшими производственными затратами. Эта цель была полностью достигнута. Максимальная скорость 700-й серии составляет 285 км/ч, но с учётом того, что на некоторых участках скорость движения пока ограничена, время в пути у 700-й серии лишь немного больше чем у 500-й.
Непосредственно из наработок 700-й серии были разработаны Синкансэн серий 800 и N700.